# Кренн, Элизен де
Элизен де Кренн (фр. Hélisenne de Crenne), настоящее имя Маргерит Брие (фр. Marguerite Briet; ок. 1510, Абвиль, Франция — ок. 25 августа 1552) — французская писательница и переводчица.

## Биография
Сведений о жизни Элизен де Кренн сохранилось немного. Её настоящее имя известно благодаря латинской хронике De Abbavilla, в которой говорится следующее: «В мае 1740 года весьма учёная дама, уроженка Абвиля, именем Маргерит Брие, известная как Элизен де Кренн, приобрела славу французской поэтессы в благородном городе Париже». По всей видимости, Маргерит де Брие родилась в Абвиле около 1510 года и была дочерью городского судьи Даниэля Брие. Выйдя замуж за Филиппа Фурнеля, лорда де Кренна, она взяла себе соответствующий псевдоним. Что касается имени «Элизен», то оно, вероятно, происходит из популярного в то время романа «Амадис».
Брак Маргерит и Филиппа состоялся около 1730 года; впоследствии у супругов родился сын Пьер. Сохранились документы, из которых следует, что Пьер учился в Париже; вероятно, его родители жили там же на протяжении достаточно долгого времени. Предполагается также, что около 1552 года Маргерит и Филипп развелись.
Ничего не известно о том, какое образование получила Маргерит, исключительно эрудированная и начитанная для женщины своей эпохи. Возможно, у неё были частные учителя, или же она была самоучкой. Практическую поддержку ей, несомненно, оказывал Дени Жано, парижский издатель и книготорговец. Именно он, с 1538 по 1541 год, опубликовал основные произведения Маргерит.
Не существует документов, в которых была бы зафиксирована дата смерти Маргерит де Брие. Исходя из того, что после 1560 года её сочинения перестали переиздаваться, некоторые исследователи принимают этот год как условную дату смерти писательницы. В других источниках фигурирует 1552 год.

## Творчество
Элизен де Кренн известна в первую очередь как автор сочинения под названием «Любовные терзания» (Les Angoysses douloureuses qui procedent d’amours, 1538) — первого в истории французской литературы психологического романа в прозе. Написанный от первого лица и опирающийся на жизненный опыт самой писательницы, он также является первым во французской литературе автобиографическим романом.
Сочинение «Письма о делах повседневных и инвективы» (Les Épistres familières et invectives, 1539) предвосхищает жанр эпистолярного романа. В аллегорическом «Сновидении» (Le Songe de madame Helisenne, 1540) затрагиваются вопросы свободной воли, божественной благодати, страстной любви и женского достоинства. В 1541 году Элизен де Кренн создала первый прозаический перевод на французский язык четырёх первых книг «Энеиды» Вергилия. В 1530-х — 1540-х годах произведения де Кренн пользовались во Франции большой популярностью; с 1543 по 1560 год собрание её сочинений (включая перевод «Энеиды») переиздавалось семь раз.
Надолго забытое, творчество Элизен де Кренн было вновь открыто и должным образом оценено в XX веке. Её творчеству посвящён ряд монографий и критических изданий. В настоящее время Элизен де Кренн рассматривается как оригинальный и значительный автор своего времени.